# 김창열 (화가)
김창열(金昌烈, 1929년 12월 24일 ~ 2021년 1월 5일)은 대한민국의 미술가이다. 오랜 시간 프랑스에서 활동했으며, '물방울 화가'로 알려져 있다.

## 생애
김창열은 1929년 평안남도 맹산군 지덕면 송암리에서 김대권과 안영금의 3남 3녀 중 장남으로 태어났다. 서예에 조예가 깊은 할아버지와 함께 자라며 붓글씨를 통해 회화를 접했고, 광성보고 시절에는 외삼촌으로부터 데셍을 배웠다. 지금으로 치면 고등학교 1학년인 광성고보 4학년 때 해방이 되자 학교에 있던 일본인 선생님들이 모두 빠져나가 학교에서는 매일 자습만 시켰다. 당시 여기저기 붙어있던 "격문(檄文)"이란 방(榜)을 자주 본 터라 김창열은 노트를 펴놓고 '격문'이란 단어를 이런저런 글씨로 연습하며 낙서를 하고 있었다. 선생 대신 자습을 지켜보러 온 보안서원이 그 모습을 보고 바로 끌고 가서 일주일간 구류시켰다. 학교로 돌아오자 또래 사이에서 영웅이 되었고, 상급생으로부터 이런저런 단체에 가입하라는 권유를 받은 김창열은 김구 선생을 따르는 모임에 한번 나갔다가 연락책을 하라는 말을 듣는다. 아무것도 하지 않았고 아직 아무 지시도 내려온 적이 없는데, 그 일로 갑자기 수배를 받게 된다. 삼촌이 먼저 알고 뛰어와서 조카를 피신시키며 먼저 월남한 아버지를 찾아 월남하라고 제안한다. 16세에 학교를 그만두고 말도 안 되는 이유로 가족을 두고 월남한 김창열은 서울에서 6개월 만에 아버지를 찾아냈고, 2년 뒤 남은 가족도 월남을 감행해 기적처럼 우연히 길에서 지나가던 김창열을 만나는 바람에 모두 상봉하게 된다. 김창열은 제1회 대학입학 검정고시에 응시해 졸업 자격을 획득한다.
김창열은 월남 후 서울의 다양한 회화연구소를 다녔다. 처음에는 조각가 이국전 연구소에 다니다가 연구소가 폐쇄되자 이쾌대의 성북회화연구소에서 그림을 배웠다. 화가가 될 것을 결심하고 검정고시를 통해 1948년 서울대학교 미술대학에 입학했다. 그러나 2학년 때 발발한 6·25 전쟁으로 1950년 학업이 중단되었고, 상황을 알아내기 위해 집을 비운 사이 가족들과 헤어진 채 김창열은 길거리에서 의용군 모병 반에 끌려갔다. 다행히 전선에 투입되지 않고 후방 부대에 배치되었지만, 김창열은 눈치껏 도중에 도주를 했고 서울수복 때까지 모두가 피난 가서 비어 있던 자기 집에 몸을 숨기고 있었다. 누군가 김창열이 의용군에 있었음을 고자질 해서 다른 사람들처럼 현병대에 끌려갔으나, 김창열 집에 뭐라도 집어갈 게 없나 살피러 들어온 아주머니에게 그의 일기가 발견되어 동네 아주머니들이 그 일기장을 보여주며 적극적으로 구제를 해주어 큰 탈 없이 석방되고 다시 피난 중이던 가족을 만난다. 김창열은 이후 강제징용을 피하기 위해 월남 후 경찰관이 된 아버지와 다른 친척들의 귀띔으로 경찰전문학교에 간부 후보생으로 입교해 평생의 친구가 된 수필가 박재식, 정치가 정석모 등을 만나게 된다. 휴전 후 서울대학교에 다시 등록하려고 했으나 이쾌대의 성북회화연구소에 다녔다는 것이 문제가 되어 등록이 거부된다. 계속해서 경찰생활을 하면서 혼자 그림을 그렸다.
1957년 5월 김창열은 평소 친분이 있던 장성순, 하인두, 김서봉, 김청관, 라병재, 조동훈, 이철, 김종휘, 김충선, 김영환, 문우식과 함께 뒤에 <한국현대미술가협회>(약칭 현대미협)이라는 동인회를 결성하고, 5월 1일부터 9일까지 미국 공보원에서 첫 동인전을 개최했다. 뒤에 박서보를 찾아가 협회에 가입시켰고, 그의 제안을 받아 동인전의 이름을 "현대전"이라고 약칭하고 제2회부터 함께 해나갔다. 당시 안국동 동덕여대 건물 2층을 빌려 이봉상회화연구소라는 이름으로 박서보가 운영하던 작업실 겸 화실이 현대미협 동료들의 아지트가 되었다. 1958년 개최된 현대전 3회와 4회는 세간의 주목을 유독 많이 받았다. 4회전 이후 현대전은 당시 세계적인 흐름이었던 앵포르멜 운동의 한국판이 되었고, 그런 일색이 싫다고 나가는 동료들이 계속 생겨 현대미협 회원들은 매번 교체되었다. 김창열은 서울 경찰전문학교 도서주임으로 근무하면서 일본에서 들어오는 화집과 미술서적을 통해 당시 세계적 흐름을 읽어냈고, 창작에 전념했다. 하지만 박서보의 홍익대학교 미술대학 후배를 만나 결혼을 하면서 경찰직을 그만 두었고 성루예고 교사로 근무하며 창작을 계속했으나, 결혼생활이 오래 지속되지 못하자 괴로움 끝에 해외로 나가기 시작했다. 1961년 파리 세계청년화가대회에 한국 대표로 나가 있던 박서보가 주선하여 1961년 제2회 파리 비엔날레에 한국이 초청되었고, 김창열이 출품작가 4명 중 한 명이 되었다. 그 다음 1963년에는 제3회 파리 비엔날레에 출품작가를 선정하는 커미셔너가 되었고, 1965년 상파울로 비엔날레에도 작품을 출품할 수 있었다. 1961년 파리 비엔날레 이후 해외 전시나 국제 비엔날레에 출품할 기회들이 계속 주어지자 사람들 간에 경쟁이 극심해졌고 마침내는 국제적 출품 작가를 선정하는 문제를 두고 108인의 연대 서명과 같은 일까지 벌어졌다. 김창열은 미국에 가 있던 김환기의 추천으로 1965년 영국 런던에서 개최된 세계청년화가대회에 한국대표로 참가했고, 거기서 다시 김환기의 추천으로 1966년 록펠러 재단의 연구비를 지원받아 미국에서 한달 동안 연수를 받게 된다. 이후 미국에 남아 김환기와 마찬가지로 넥타이 공장에서 일도 하고 갖은 잡일을 하며 4년을 버티면서 그림을 그린다. 1966년부터 1968년까지 미국 아트 스튜던트 리그(Art Students League)를 통해 세계미술계에 대한 도전의식을 키우던 중 1969년 백남준의 도움으로 파리 아방가르드 페스티벌에 참여하게 되고, 이를 계기로 뉴욕을 떠나 파리에 정착하게 된다. 당시 박서보의 추천으로 1971년 제7회 파리 비엔날레에 한국 대표로 참가하기 위해 파리에 온 이우환과도 이 때 만나게 된다.
김창열은 파리 근교 빨레소(Palaiseau)라는 곳에서 마굿간을 아뜰리에로 쓰던 독일의 한 젊은 조각가에게 작업실을 이어 받아 지금의 아내인 마르틴 질롱(Martine Jillon)을 만나 동거하며 그곳에서 주야장천 그림만 그렸다. 마침내 1972년 물방울 그림을 창안하기에 이르렀고, 근처 골동품 가구점에서 연 첫 개인전이 우연히 길을 지나던 파리의 일간지 <콩바(Combat)>의 선임기자 알랭 보스케의 눈에 들어 기사화되고, 이후 다른 신문사들에서도 앞다투어 취재를 해가면서 순식간에 이름을 알리게 되었다.  1972년 파리의 권위있는 초대전 살롱 드 메(Salon de Mai)전에서 물방울 그림인 <<Event of Night>>(1972)으로 본격적으로 데뷔하였으며, 이후 현재까지 물방울을 소재로 전 세계에서 활발한 전시를 계속하고 있다. 2004년 프랑스 국립 쥐드폼미술관 초대전에서는 물방울 예술 30년을 결산하는 전시를 하였다.
2016년 9월 김창열이 한 때 경찰 생활을 했던 제주도에 제주도립김창열미술관이 개관되었다. 현재 김창열은 한국으로 돌아와 성북동 자택에서 살다가 2021년 1월 5일, 91세의 나이로 별세하였다. 시신은 서울추모공원에서 화장된 뒤 제주도립김창열미술관에서 수목장되었다.

## 작품세계
그의 작품세계는 '물방울'이라는 소재로 일관된 측면이 있으나, 시대별로 변화한 점들을 고려하여 10년 단위로 나누어 설명하는 것이 일반적이다.

### 1960년대
1965년~1971년의 작품은 작가 스스로 '서정적 추상'이라고 부른 바 있다. 이 시기의 작품들은 미국의 팝아트와 미니멀리즘에 영향을 받아 반복되는 형태들의 배열로 구성되어 기계적이며 추상적이다. 대표작으로는 《Rite》 시리즈가 있다.

### 1970년대
작가가 파리로 이주한 이후의 시기로, 물방울의 형태가 등장하기 시작하였다. 특히 1972년 살롱 드 메에 입선한 이후로 여러 그림들에서 단일한 모티프인 물방울이 등장하기 시작하며, 하나의 혹은 다수의 물방울이 캔버스의 다양한 위치에서 나타난다. 대표작으로는 《Event of Night》(1972), 《Water Drops》(1974) 등이 있다.

### 1980년대
작가는 마대의 거친 표면에 물방울을 그리기 시작한다. 이는 거친 표면이라는 물체의 즉물성(卽物性)을 살리는 반면, 이러한 표면에 맺힐 수 없는 영롱한 물방울을 극사실적으로 그림으로써 바탕과 이질감을 형성하여 실제 물방울이 가진 물질성을 상실하게 한다. 1980년대 후반에 이르면 단순한 마대에서 나아가 바탕에 천자문을 그려넣음으로써 동양의 철학을 나타내기 시작하였다. 이 시기의 대표작으로는 마대에 물방울들이 몰려있는 《Water Drops》(1987), 천자문 위에 물방울들이 그려진 《Recurrence》(1989)등이 있다.

### 1990년대
이 시기에 작가는 《Recurrence》(회귀)라는 이름으로 작품활동을 계속한다. 이 시기의 작품에서 물방울들은 단지 맺혀있는 것에서 변화되어 일그러지기도 하고, 뭉개지기도 하며, 지워지기도 한다. 또한 물방울의 바탕에는 끊임없이 천자문이 작게 혹은 크게 등장하는데, 이는 오랜 해외생활로 인해 형성된 작가의 향수가 어린 시절 할아버지 아래에서 쓰던 천자문으로 표현된 것이라고 볼 수 있다.

### 2000년대
작가는 이전 시기까지 계속되었던 채도가 낮은 배경에서 벗어나 다양한 색과 다양한 형태의 변화를 시도한다. 《Bell》(2003)에서는 하늘색 바탕에 천자문을 그려넣고, 《Yellow Earth》(2003)에서는 이전과 달리 채도높고 적극적인 노란색 바탕을 사용하였다. 뿐만 아니라 《Meditation》(2004)의 경우에는 물방울 모양의 큰 유리병에 물을 담아 천장에 쇠줄로 매달아 늘어뜨린 설치미술도 시도한다.

## 작품해석
그가 소재로 그리는 물방울에 대해서는 다양한 해석이 존재한다. 동서양의 문화를 함께 접하였던 작가가 서양 미술의 재료를 통해 동양적인 사고의 세계를 표현하려고 하였다는 의견이 지배적이나, 그 철학이라고 하는 것에 대해서는 다양한 논의가 존재한다.

### 작가의 언급
"파리 가난한 아틀리에에서의 어느 날이었습니다. 밤새도록 그린 그림이 마음에 안 들어 유화 색체를 떼어내 재활용하기 위해 캔버스 뒤에 물을 뿌려 놓았는데 물이 방울져 아침 햇살에 빛나고 있었습니다. 그 순간 존재의 충일감에 온몸을 떨며 물방울을 만났습니다."

"내가 외국에서 오래 생활을 하다 보니, 과연 그림을 어떻게 그려야 하나 고민이 많았는데, 결국 서양과 다른 나의 차이에서 출발해야 한다는 생각을 했습니다. 그게 바로 한 방울의 물방울이었던 것입니다. 물방울은 불교의 공(空)과 도교의 무(無)와도 통하는 것입니다."

### 평론가의 해석
"투명한 물방울은 일종의 눈속임(trompe l'oeil)으로서, 가상의 빛과 그림자의 유희로 만들어진 환상이다. 바탕을 칠하지 않은 천을 그대로 캔버스로 사용하기 때문에 천 위에 실제로 물방울이 맺힌 듯한 눈속임 효과가 더욱 배가된다."(이일)

"김창열 선배는 물방울로 세계적으로 이름이 났기 때문에 물방울에 대해 많은 사람들의 이야기가 나왔다. 물방울이라는 하나의 메타포를 가지고 시각적으로 미술사에 남는 일을 했다는 것은 매우 중요하다. 물방울은 현실적으로 물리적으로 존재하지만 그림으로 그려진 물방울은 착시현상이지 현실 자체의 물방울은 아니다. 그런데 마대를 거꾸로 해서 그리거나 바탕을 칠하지 않은 캔버스에 그려 물방울이 금방 스며들거나 배어 나오는 듯한 느낌의 착시 현상은 그림만이 할 수 있는 일이다. 그냥 하얀 캔버스에 그린 것과는 뜻이 다르다. 마대라는 물질적인 현상과 물방울의 착시현상을 중첩시킨 것이다. 김창열의 물방울은 물질과 환상을 겹침으로써 새로운 시각적인 것을 제시했다. 그래서 하나의 오브제도 아니고, 옛날식의 그림도 아닌 묘한, 어중간한 지점을 포착해낸 대단히 새로운 매체현상을 그는 창안해 낸 것이다. 물방울 하나는 기쁨도 주고 설움도 주고 어떤 추억이나 기억도 되살려 준다. 그리고 우리는 영롱한 물방울 속에서 또 다른 환상도 본다."(이우환)

## 전시경력

### 개인전[7]
- 2006 PYO BEIJING(베이징)
- 2005 김창렬 중국국가박물관 초대전(베이징)
- 2004 갤러리 현대(서울), 쥐드폼 국립미술관(파리)
- 2002 박영덕화랑(서울)
- 2000 갤러리 현대(서울), 박영덕화랑(서울)
- 1999 앤드류샤이어갤러리(로스앤젤레스), 앙리코 나바라 갤러리(파리)
- 1998 MMG 갤러리(동경), 동경화랑(동경), 사카모토 젠조 미술관(구마모또)
- 1997 박영덕화랑(서울), 갤러리현대(서울), 드라기냥 미술관(드라기냥), 물의나라 미술관 개관 기념전(시마네현)
- 1996 타이페이 아트페어(타이페이), 앙리코 나바라 갤러리(파리)
- 1994 선재미술관(경주), 공간화랑(부산)
- 1993 SAGA(파리), 국립현대미술관(과천), 앙리코 나바라 갤러리(파리), 갤러리 현대(서울)
- 1991 시그마 갤러리(뉴욕), 스템플리 갤러리(뉴욕), 인공갤러리(대구), 공간화랑(부산)
- 1990 갤러리 현대(서울)
- 1989 카사하라 화랑(오사카), 스즈카와 화랑(히로시마), 시카고 아트페어(시카고), LA아트페어(로스앤젤레스), 앤드류 샤이어 갤러리(로스앤젤레스)
- 1988 갤러리 현대(서울), 동경화랑(동경), 세이부 현대 아트 갤러리(동경)
- 1987 나비글리오 갤러리(밀라노), 갤러리무(토론토), 갤러리 현대(서울)
- 1985 FIAC(파리), 스템플리 갤러리(뉴욕)
- 1984 바젤 아트페어(스위스)
- 1983 동경화랑(동경), 스템플리 갤러리(뉴욕), 카사하라 화랑(오사카), 베란느망 재단(벨기에), 갤러리 현대(서울), 다카기 화랑(나고야)
- 1981 갤러리 무스(토론토), FIAC(파리)
- 1978 스템플리 갤러리(뉴욕), 나비글리오 갤러리(밀라노), 다카기 화랑(나고야), 안쿠럼 갤러리(로스앤젤레스)
- 1977 앤드워프 갤러리(앤드워프)
- 1976 갤러리 가레르프(브뤼셀), 동경화랑(동경), 가네코 아트 갤러리(동경), 갤러리 현대(서울), 명동화랑(서울)
- 1975 INKO 아트페어(로마), 쿤스트하우스(함부르크), 아베이 생-미셀 드 프리골레(생 미셀), 갤러리 노벰버(베를린)
- 1974 갤러리 스프릭(보쿰), 갤러리 야자(뮌헨), 갤러리 엔겔베르츠(제네바), IKI 아트페어(뒤셀도르프)
- 1973 크놀 엥테르나쇼날(파리), 갤러리 도뜨(아비뇽)
- 1963 신문회관(서울)

### 단체전[8]
| 연도 | 전시명                                                            | 주최                                                   | 장소                                       |
| ---- | ----------------------------------------------------------------- | ------------------------------------------------------ | ------------------------------------------ |
| 2006 | 한중현대미술전                                                    | 굿모닝신한증권&표갤러리                                | 서울                                       |
| 2005 | 수묵의 시                                                         | 기메아시아미술관                                       | 파리                                       |
| 2004 | 한국의 평면회화, 어제와 오늘                                      | 시립미술관                                             | 서울                                       |
| 2002 | 한국작가 4인전                                                    | 비쥬츠세카이 갤러리                                    | 도쿄                                       |
| 2001 | 한국모노크롬 회화                                                 | 코리아 아트 갤러리                                     | 부산                                       |
| 2001 | 한국 현대미술의 현황                                              | 비쥬츠세카이 갤러리                                    | 도쿄                                       |
| 2001 | 해변 미술제                                                       | 앙리코나바라 갤러리                                    | 파리                                       |
| 2001 | Sharjah 국제아트 비엔날레                                         | Sharjah                                                | UAE                                        |
| 2001 | KCAF                                                              | 예술의전당                                             | 서울                                       |
| 2000 | 침묵의 작가들-한국현대작가8인전                                   | 니스 동양미술관                                        | 니스                                       |
| 2000 | 시카고 아트페어                                                   | 시카고 박영덕 화랑 외 다수                             | 시카고                                     |
| 1999 | 한국미술50년:1950-1999                                            | 갤러리현대                                             | 서울                                       |
| 1999 | 침묵의 작가들=한국현대작가8인전                                   | 프랑스 몽베리에 시립미술관                             | 몽베리에                                   |
| 1997 | 메이드 인 프랑스                                                  | 퐁피두 센터                                            | 파리                                       |
| 1996 | SIAF                                                              | 갤러리 현대                                            | 서울                                       |
| 1996 | 문자와 그림                                                       | 한림미술관                                             | 대전                                       |
| 1996 | 시카고 아트페어                                                   | 갤러리 현대                                            | 시카고                                     |
| 1995 | FIAC                                                              | 갤러리 현대, 앙리코 나바라 갤러리                      | 서울, 파리                                 |
| 1994 | 해변미술제                                                        | 앙리코 나바라 갤러리                                   | 프랑스 남부                                |
| 1994 | NICAF                                                             | 갤러리 현대                                            | 동경                                       |
| 1992 | 자연과 더불어                                                     | 테이트 갤러리                                          | 리버풀                                     |
| 1992 | 에꼴 드 서울                                                      | 관훈미술관                                             | 서울                                       |
| 1992 | 한글기념                                                          | 서림화랑                                               | 서울                                       |
| 1992 | 시카고 아트페어                                                   | 갤러리 현대                                            | 시카고                                     |
| 1991 | 에꼴 드 서울                                                      | 관훈미술관                                             | 서울                                       |
| 1990 | 에꼴 드 서울                                                      | 관훈미술관                                             | 서울                                       |
| 1989 | 에꼴 드 서울                                                      | 관훈미술관                                             | 서울                                       |
| 1988 | 올림픽 국제 미술제                                                | 국립현대미술관                                         | 서울                                       |
| 1988 | 올림픽 판화 국제전                                                | 로이드 신 화랑                                         | 서울                                       |
| 1987 | 에꼴 드 서울                                                      | 관훈미술관                                             | 서울                                       |
| 1986 | 서울-파리                                                         | 프레스센터,파리국립조형예술센터                        | 서울, 파리                                 |
| 1986 | 한국현대미술의 어제와 오늘                                        | 국립현대미술관                                         | 서울                                       |
| 1985 | 휴먼도큐먼트 84/85                                                | 동경화랑                                               | 동경                                       |
| 1984 | 한국현대미술전 70년대 후반-하나의 양상                            |                                                        | 동경, 오사카, 삿포로, 우스노미야, 후쿠오카 |
| 1984 | 오늘의 미술-소장작품에서-파트1 '83콜렉션을 중심으로'              | 동경도미술관                                           | 동경                                       |
| 1982 | 한국현대미술의 위상                                               | 교토시립근대미술관                                     | 교토                                       |
| 1982 | 한국재외작가                                                      | 국립현대미술관                                         | 서울                                       |
| 1982 | 현대종이의 조형, 한국과 일본                                      | 국립현대미술관, 교토시립근대미술관, 사아타마시립미술관 | 서울, 교토, 사아타마                       |
| 1981 | 화상의 눈                                                         | 롱아일랜드미술관                                       | 미국                                       |
| 1981 | 한국현대드로잉                                                    | 브루클린 미술관                                        | 미국                                       |
| 1980 | 아시아 현대미술 아시아 미술전 제2부                               | 후쿠오카 미술관                                        | 후쿠오카                                   |
| 1980 | 교수단 선택                                                       | 올버니 대학교 미술관                                   | 뉴욕                                       |
| 1980 | 살롱 "거장과 신인"                                                |                                                        | 파리                                       |
| 1979 | 에꼴 드 서울                                                      | 국립현대미술관                                         | 서울                                       |
| 1979 | 착각의 현실                                                       | 덴버미술관                                             | 서울                                       |
| 1979 | 한국현대미술 4인의 방법                                           | 현대화랑                                               | 서울                                       |
| 1979 | 살롱 "거장과 신인"                                                |                                                        | 파리                                       |
| 1979 | 종이작업                                                          | 진화랑                                                 | 서울                                       |
| 1978 | 살롱 "거장과 신인"                                                |                                                        | 파리                                       |
| 1978 | 종이작업                                                          | 견지화랑                                               | 서울                                       |
| 1977 | 제15회 상파울로 비엔날레                                          |                                                        | 브라질                                     |
| 1977 | FIAC '77                                                          |                                                        | 파리                                       |
| 1977 | 한국현대미술의 단면                                               | 동경 센트럴 미술관                                     | 동경                                       |
| 1977 | 한국 현대화                                                       | 국립역사미술관                                         | 타이페이,대만                              |
| 1977 | 한국 서양화대전                                                   | 국립현대미술관                                         | 서울                                       |
| 1977 | 한국현대미술 6인전 김환기, 권영우, 윤형근, 김창렬, 박서보, 이우환 | 보자르 화랑, 무라마스 화랑                             | 나고야, 동경                               |
| 1976 | 리얼리즘의 한 측면                                                | 위니펙 미술관                                          | 캐나다                                     |
| 1976 | 살롱 드 메 Salon de Mai                                           |                                                        | 파리                                       |
| 1975 | 살롱 드 메 Salon de Mai                                           |                                                        | 파리                                       |
| 1974 | 살롱 드 메 Salon de Mai                                           |                                                        | 파리                                       |
| 1973 | 살롱 드 메 Salon de Mai                                           |                                                        | 파리                                       |
| 1973 | 살롱 드 레아리떼 누벨                                             |                                                        | 파리                                       |
| 1973 | 제12회 상파울로 비엔날레                                          |                                                        | 브라질                                     |
| 1972 | 살롱 드 메 Salon de Mai                                           |                                                        | 파리                                       |
| 1972 | 살롱 드 레아리떼 누벨                                             |                                                        | 파리                                       |
| 1972 | 살롱 드 메-50인의 회화                                            |                                                        | 유고슬라비아                               |
| 1972 | 카뉴 국제회화전                                                   |                                                        | 카뉴, 프랑스                               |
| 1972 | 제8회 동경국제 판화전                                             |                                                        | 동경                                       |
| 1972 | 4인전                                                             | 생 폴 시립미술관                                       | 프랑스                                     |
| 1971 | 한국현대회화                                                      |                                                        | 파리                                       |
| 1969 | 아방가르드 페스티발                                               |                                                        | 뉴욕                                       |
| 1965 | 제8회 상파울루 비엔날레                                           |                                                        | 브라질                                     |
| 1961 | 제2회 파리 비엔날레                                               |                                                        | 파리                                       |

## 미술관 소장[9]
- 국립현대미술관(과천, 한국)
- 국립미술관(도쿄, 일본)
- 도쿄도 미술관(도쿄, 일본)
- 물의 나라 미술관(시마네현, 일본)
- 베란느망 재단 미술관(kruishoutem,벨기에)
- 보스톤 현대미술관(보스톤)
- 보이만 현대미술관(로테르담)
- 보쿰 미술관(보쿰, 독일)
- 사이타마현 근대미술관(사이타마, 일본)
- 선경미술관(서울, 한국)
- 선재미술관(경주, 한국)
- 알브라이트-녹스 갤러리(버팔로, 미국)
- 오하라 미술관(오하라, 일본)
- 위니팩 갤러리(위니팩, 캐나다)
- 이와키 시립미술관(이와키, 일본
- 퀼른 아시아 미술관(퀼른, 독일)
- 타카마츠 시립미술관(타카마츠, 일본)
- 텍사스 공과대학 미술관(러벅, 미국)
- 퐁피두 센터(파리, 프랑스)
- 허션 현대미술관(워싱턴, 미국)
- 호암미술관(용인, 대한민국)
- 후쿠오카 미술관(후쿠오카, 일본)
- 히로시마 현대미술관(히로시마, 일본)
- 부산시립미술관(부산, 한국)
- 대전시립미술관(대전, 한국)
- 대림미술관(서울, 한국)
- 디트로이트 미술관 (Detroit Institute of Arts, www.dia.org, 디트로이트, 미국)